# Claudina di Monaco
Claudina Grimaldi, o Claudina di Monaco (Monaco, 1451 – Monaco, 19 novembre 1515), governò per otto mesi (luglio 1457-16 marzo 1458) con la reggenza dell'ava Pomellina Fregoso, vedova di Giovanni I, pronipote di Ranieri I.

## Biografia

### Infanzia

Stemma dei Grimaldi di Monaco

Era l'unica figlia di Catalano Grimaldi, signore di Monaco (1454-1457) e di Bianca del Carretto, dei marchesi del Finale,
Nella storia di Monaco si verificò altre due volte che la successione passasse per la linea femminile: con Luisa Ippolita, unica principessa sovrana (1731) e Carlotta, erede di Luigi II, che rinunciò a favore del figlio Ranieri III (1949).

### Signora di Monaco

Claudina e il marito Lamberto in un francobollo del 1997

Claudina fu dunque una delle due donne che regnarono a Monaco, tuttavia, ebbe solo il titolo signorile, in quanto fu Onorato II (1612 - 1662) ad essere nominato primo principe, nel 1612, dalla reggente di Francia Maria de' Medici.
Suo padre aveva deciso per testamento che la piccola Claudina sposasse (avverrà nel 1465) il trentenne cugino Lamberto Grimaldi del ramo di Antibes, signore di Ventimiglia (1463 - 1469) e l'attuale dinastia regnante di Monaco discende da loro. Vedova dal marzo del 1494, dei tanti figli che ebbe solo quattro erano in vita.
Il 16 marzo 1458, secondo il volere dell'energica nonna Pomellina, abdicò in favore del cugino e futuro marito Lamberto I al quale succederanno i figli Giovanni II e Luciano I.

### Ultimi anni e morte

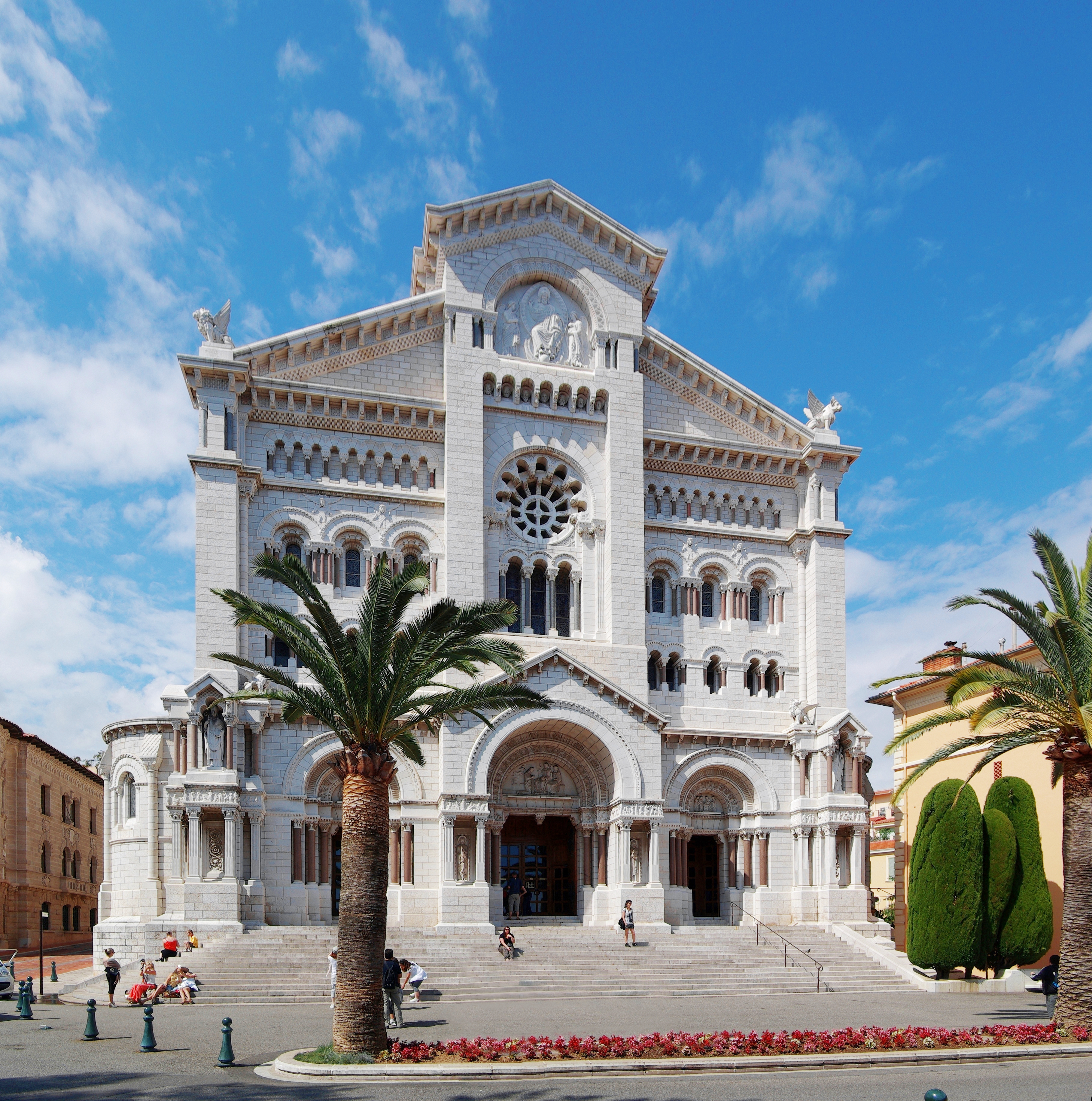
cattedrale dell'Immacolata Concezione.

La dama visse, fino al 1515, per 64 anni - età ragguardevole per quei tempi - dedicandosi soprattutto alla vita familiare e assistendo impotente ai tragici eventi della dinastia, tra cui quello gravissimo dell'assassinio di Giovanni II da parte del fratello Luciano I, al fine di accedere al trono.
I sovrani di Monaco, tra cui Claudina, sono sepolti nella cattedrale dell'Immacolata Concezione.

## Discendenza
Claudina e Lamberto Grimaldi ebbero quattro figli e sei figlie: 
- Giovanni  (1468-11 ottobre 1505)
- Luigi; escluso dal trono perché insano di mente
- Bianca
- Agostino Grimaldi (1482-14 aprile 1532), Vescovo di Grasse
- Francesca (m. prima del 1523); sposò Luca Doria; suo figlio Bartolomeo Doria assassinò suo fratello Luciano
- Luciano  (1487-22 agosto 1523)

## Ascendenza
|                         |                           |                            | Genitori                  |  |  | Nonni |  |  | Bisnonni             |  |  | Trisnonni         |  |
|                         |                           |                            |                           |  |  |       |  |  | Ranieri II di Monaco |  |  | Carlo I di Monaco |  |
|                         |                           |                            |                           |  |  |       |  |  | Ranieri II di Monaco |  |  | Carlo I di Monaco |  |
|                         |                           | Lucchina Spinola           |                           |  |  |       |  |  | Ranieri II di Monaco |  |  |                   |  |
| Giovanni I di Monaco    |                           |                            |                           |  |  |       |  |  | Ranieri II di Monaco |  |  |                   |  |
|                         |                           | Isabella Asinari           | …                         |  |  |       |  |  |                      |  |  |                   |  |
|                         |                           | Isabella Asinari           | …                         |  |  |       |  |  |                      |  |  |                   |  |
|                         |                           | Isabella Asinari           | …                         |  |  |       |  |  |                      |  |  |                   |  |
| Catalano di Monaco      |                           | Isabella Asinari           |                           |  |  |       |  |  |                      |  |  |                   |  |
|                         |                           | Pietro Fregoso             | Rolando Fregoso           |  |  |       |  |  |                      |  |  |                   |  |
|                         |                           | Pietro Fregoso             | Rolando Fregoso           |  |  |       |  |  |                      |  |  |                   |  |
|                         |                           | Pietro Fregoso             | Manfredina ?              |  |  |       |  |  |                      |  |  |                   |  |
| Pomellina Fregoso       |                           | Pietro Fregoso             |                           |  |  |       |  |  |                      |  |  |                   |  |
|                         |                           | Benedetta Doria            | Enrichetto Doria          |  |  |       |  |  |                      |  |  |                   |  |
|                         |                           | Benedetta Doria            | Enrichetto Doria          |  |  |       |  |  |                      |  |  |                   |  |
|                         |                           | Benedetta Doria            | Andreola ?                |  |  |       |  |  |                      |  |  |                   |  |
| Claudina di Monaco      |                           | Benedetta Doria            |                           |  |  |       |  |  |                      |  |  |                   |  |
|                         | Lazzarino II Del Carretto | Lazzarino I Del Carretto   |                           |  |  |       |  |  |                      |  |  |                   |  |
|                         | Lazzarino II Del Carretto | Lazzarino I Del Carretto   |                           |  |  |       |  |  |                      |  |  |                   |  |
|                         | Lazzarino II Del Carretto | Marietta Del Carretto      |                           |  |  |       |  |  |                      |  |  |                   |  |
| Galeotto I Del Carretto | Lazzarino II Del Carretto |                            |                           |  |  |       |  |  |                      |  |  |                   |  |
|                         |                           | Caterina Del Carretto      | Giorgio Del Carretto      |  |  |       |  |  |                      |  |  |                   |  |
|                         |                           | Caterina Del Carretto      | Giorgio Del Carretto      |  |  |       |  |  |                      |  |  |                   |  |
|                         |                           | Caterina Del Carretto      | …                         |  |  |       |  |  |                      |  |  |                   |  |
| Bianca Del Carretto     |                           | Caterina Del Carretto      |                           |  |  |       |  |  |                      |  |  |                   |  |
|                         |                           | Raffaele Adorno            | Giorgio Adorno            |  |  |       |  |  |                      |  |  |                   |  |
|                         |                           | Raffaele Adorno            | Giorgio Adorno            |  |  |       |  |  |                      |  |  |                   |  |
|                         |                           | Raffaele Adorno            | Pietrina Montaldo         |  |  |       |  |  |                      |  |  |                   |  |
| Vannina Adorno          |                           | Raffaele Adorno            |                           |  |  |       |  |  |                      |  |  |                   |  |
|                         |                           | Violante Giustiniani Longo | Giacomo Giustiniani Longo |  |  |       |  |  |                      |  |  |                   |  |
|                         |                           | Violante Giustiniani Longo | Giacomo Giustiniani Longo |  |  |       |  |  |                      |  |  |                   |  |
|                         |                           | Violante Giustiniani Longo | …                         |  |  |       |  |  |                      |  |  |                   |  |
|                         |                           | Violante Giustiniani Longo |                           |  |  |       |  |  |                      |  |  |                   |  |